# Trondhjem, Otter Tail County, Minnesota
Trondhjem Township är en ort i Otter Tail County i delstaten Minnesota, USA. Orten hade år 2010 en befolkning på 171 personer.